# Пронин (хутор)
Пронин — хутор в Серафимовичском районе Волгоградской области.
Административный центр Пронинского сельского поселения.

## География

### Улицы
| - ул. В.Ф. Гришина - ул. Веселая - ул. Виноградная - ул. Гвардейская - ул. Горная - ул. Дальняя - ул. Дорожная - ул. Заречная - ул. Казачья - ул. Каштановая - ул. Кленовая | - ул. Крестьянская - ул. Лавровая - ул. Луговая - ул. Мира - ул. Народная - ул. Подгорная - ул. Раздольная - ул. Садовая - ул. Советская - ул. Степана Разина - ул. Центральная | - пер. Денежный - пер. Дорожный - пер. Зеленый - пер. Исторический - пер. Короткий - пер. Лавровый - пер. Лебяжий | - пер. Озерный - пер. Поперечный - пер. Светлый - пер. Староречный - пер. Терновый - пер. Угловой - пер. Школьный |

## Население
| 2010 |
| ---- |
| 844  |